# Оздолени
Оздолени (мкд. Оздолени) су насеље у Северној Македонији, у западном делу државе. Оздолени припадају општини Дебарца.

## Географија
Насеље Оздолени је смештено у западном делу Северне Македоније. Од најближег града, Охрида, насеље је удаљено 35 km северно.
Оздолени се налазе у историјској области Дебарца, која обухвата слив реке Сатеске и са изразитим планинским обележјем. Насеље је смештено у средишњем, долинском делу области. Источно од насеља се издиже Илинска планина, а југозападно се пружа поље. Надморска висина насеља је приближно 840 метара.
Клима у насељу је планинска.

## Становништво
Оздолени су према последњем попису из 2002. године имали 47 становника. 
Већину становништва чине етнички Македонци (100%).
Већинска вероисповест је православље.